# Soldats israéliens prisonniers
Cet article liste les soldats israéliens faits prisonniers depuis 1982 dans le cadre du conflit israélo-arabe et les démarches réalisées par les gouvernements israéliens successifs pour obtenir leur libération.

## Liste des soldats israéliens prisonniers

### Soldats toujours captifs ou disparus
- Ron Arad ((he) רון ארד) (né le 5 mai 1958 - ) est un Lieutenant de l’armée de l’air israélienne qui a disparu à l’issue d’une mission réalisée le 16 octobre 1986 et visant des cibles de l’OLP près de Sidon au Liban. Un incident lors du largage d’une bombe obligea le pilote à s’éjecter. Il fut capturé par la milice libanaise Amal. Des lettres écrites par Arad furent reçues en 1987 et encouragèrent les négociations entamées par les autorités israéliennes. Ces discussions échouèrent en 1988. Des informations non officielles faisaient état d’un transfert de Arad vers l’Iran. Des nouvelles sont réclamées régulièrement par Israël mais les informations fiables sont de plus en plus rares. Deux membres du Hezbollah, Abdul-Karim Obeid et Mustafa Dirani (suspecté d’avoir « vendu » Ron Arad au Hezbollah), furent enlevés par Israël dans l’espoir d’obtenir des renseignements utiles pour sa libération[1]. Ils furent libérés en 2004 lors de l’échange permettant la libération de Elchanan Tenenbaum[2]. Le gouvernement israélien a tenté d’obtenir des informations prouvées et concrètes sur la détention de Ron Arad, en échange du prisonnier libanais Samir Kuntar[3]. Ron Arad a aussi été mentionné dans les négociations menées pour Guy Hever[4]. En 2006, le leader du Hezbollah, Hassan Nasrallah, déclara publiquement que l’organisation considérait Arad comme mort, et que son corps était introuvable. Ce fut la première manifestation officielle de leur ignorance sur le sort du soldat[5]. Le 5 septembre 2006, alors que des négociations menées par l’Égypte sont en cours entre Israël et l’Autorité palestinienne pour permettre l’échange de Gilad Shalit contre plusieurs centaines de prisonniers palestiniens[6], la télévision libanaise diffuse la première vidéo de Ron Arad après vingt ans de silence[7].

- Guy Hever ((he) גיא חבר), né en 1977, est considéré comme disparu de sa base militaire dans le Golan depuis le 17 août 1997[8]. Aucun groupe n’a revendiqué son enlèvement à ce jour, mais sa famille a été impliquée par les gouvernements israélien et allemand, dans des efforts diplomatiques de libération d’otages.

- Ehud Goldwasser ((he) אהוד גולדווסר), réserviste de 31 ans, habitant de Nahariya et Eldad Reguev, réserviste de 26 ans, habitant de Kyriat Motzkin, sont capturés le 12 juillet 2006 par le Hezbollah en territoire libanais selon la police libanaise, en territoire israélien selon Tsahal. Cela marque le début d’actions militaires menées par Tsahal au Liban en 2006.

En décembre 2006, un rapport de Tsahal affirme que les deux soldats ont été blessés au cours de leur enlèvement et que leur état était probablement critique.
Le 16 juillet 2008, leur dépouilles sont restituées à l’État juif en échange de quatre combattants du Hezbollah capturés pendant le conflit israélo-libanais de 2006 ainsi que Samir Kuntar, un activiste libanais purgeant depuis 30 ans une peine de prison à perpétuité, à la suite de l'enlèvement et du meurtre d’un homme et de sa petite fille.
- Zachary Baumel ((he) זכריה באומל), Yehuda Katz ((he) יהודה כץ) et Zvi Feldman ((he) צבי פלדמן), équipage d’un tank israélien, ont été faits prisonniers par les forces armées syriennes le 11 juin 1982 au cours de la bataille de Sultan Yakoub. Aucune opération militaire n’a été entreprise pour les libérer et les différentes démarches diplomatiques ont été infructueuses[10] (voir la démarche réalisée pour libérer Zachary Baumel qui possède également la nationalité américaine[11]).

### Anciens prisonniers
- Joseph Fink et Rahamim Alsheich ont été capturés lors d'une embuscade le 17 février 1986. Ils furent libérés 10 ans plus tard le 1er juillet 1996 lors d'un échange avec le Hezbollah.

- Nachshon Wachsman, né le 3 avril 1975, était un caporal de Tsahal enlevé[12] le 9 octobre 1994 en territoire israélien. Une vidéo de lui, pieds et poings liés et habillé d'un keffieh, fut diffusée par ses ravisseurs du Hamas le 11 octobre. Dans la vidéo, il est montré sous la menace d'une arme sur sa tempe et il déclare être enlevé par un groupe du Hamas qui réclame la libération d'Ahmed Yassine et menace autrement de l'exécuter dans les heures qui suivent : "The group from Hamas kidnapped me. They are demanding the release of Sheikh Ahmed Yassine and another 200 murderous terrorists from Israeli prison. If their demands are not met, they will execute me on Friday at 8 P.M." www.haaretz.com . Les efforts des parents du soldat auprès de Yitzhak Rabin, Bill Clinton et des dirigeants religieux musulmans qui appuient la demande de libération, n'aboutissent pas[13]. Plus de 100 000 personnes de toutes origines se rassemblent au mur des lamentations de Jérusalem, à 24 heures de la fin du délai annoncé par les ravisseurs[14]. Le 14 octobre 1994, une opération de sauvetage menée par Tsahal échoue et Wachsman est tué[15]. Pour l'anecdote, Rabin, Peres et Arafat reçoivent le Prix Nobel de la Paix le même jour.

- Elchanan Tenenbaum ((he) אלחנן טננבוים) (né le 12 août 1946) est un colonel de Tsahal aujourd'hui à la retraite. Sa capture au Liban (impliqué dans un trafic illégal) fut annoncée le 16 octobre 2000 par le Hezbollah libanais. Ce soldat fut libéré en 2004 lors d'un échange discuté grâce à la médiation des autorités allemandes. 435 prisonniers furent libérés par Israël en échange de Tenenbaum et du transfert des dépouilles de 3 autres soldats tués lors d'une embuscade à la frontière israélo-libanaise (voir paragraphe suivant).

- Avraham Binyamin, Omar Souad et Adi Avitan sont faits prisonniers par le Hezbollah dans la zone des Fermes de Chebaa le 7 octobre 2000[réf. nécessaire]. Ils sont morts en détention et leurs corps ont été échangés en janvier 2004 contre des détenus libanais et arabes[16].

- Gilad Shalit ((he) גלעד שליט), né le 28 août 1986, est un sergent dans l’armée israélienne. Il vient de Mitzpe Hila dans la basse Galilée, et détient les deux nationalités française et israélienne[17]. Le dimanche 25 juin 2006, il a été fait prisonnier par des militants palestiniens, le lendemain de l’incident de détention de la famille Muamar, qui faisait suite aux tirs de roquettes sur Israel. Les Palestiniens ont attaqué un poste armé à la frontière sud d’Israël via un tunnel près de Kerem Shalom qui passe au sud de la bande de Gaza. Durant l’attaque, deux soldats israéliens ont été tués, trois autres blessés, en comptant Shalit. Mohammed Abdel Al, un porte-parole des Comité de résistance populaire, a révélé que l’attaque de ce lieu était planifiée depuis deux mois[18]. De plus, l’armée israélienne a évalué qu’il avait fallu entre 3 et 6 mois pour creuser le tunnel[19],[20].

L’attaque fut revendiquée conjointement par les Brigades Ezzedine Al-Qassam (branche armée du Hamas), les Comités de la résistance populaire et « l’Armée de l’Islam », un groupe inconnu.
Les forces israéliennes, après un délai d’attente de deux jours, sont entrées dans Khan Younès, le 28 juin, pour chercher Shalit en déclenchant l’opération Pluies d'été. Selon David Siegel, un porte-parole de l’ambassade israélienne aux États-Unis, « Israël fera tout ce qui est possible pour retrouver le soldat disparu, tant du point de vue diplomatique que militaire, et donne à Mahmoud Abbas l’opportunité de rendre le soldat disparu… Cette opération peut se terminer dès maintenant, sous condition que soit relâché le soldat disparu ».
Lors de sa visite à la famille du soldat, le président israélien Moshé Katsav a appelé les ravisseurs à permettre une visite de la Croix-Rouge auprès de leur prisonnier.
Le 26 décembre 2008, Abu Abir, porte-parole du Comité de résistance populaire, a annoncé l’intention de son organisation d’enlever un soldat féminin israélien et de le forcer à procréer un enfant de Shalit, afin de pouvoir négocier ensuite la libération d’une famille, en lieu et place de celle d’un seul soldat.
Les initiatives visant à la libération du soldat Gilad Shalit, notamment de l’artiste Patrick Bruel, ont jusqu’à présent reçu un accueil peu enthousiaste au sein de la population française.
Gilad Shalit est libéré le 18 octobre 2011 en échange de 1027 prisonniers après 5 ans de captivité

## Échanges de prisonniers
En 30 ans, l'État d'Israël a libéré environ 7 000 prisonniers pour obtenir en échange la libération de 19 Israéliens et récupérer les corps de huit autres. D'importants efforts diplomatiques ont été réalisés pour faire libérer des soldats de Tsahal à la suite de leurs captures par des forces ennemies.
En 1985, Israël a relâché 1150 prisonniers en échange de la libération de 3 soldats israéliens capturés au Liban. Cela a été justifié par le Ministre de la Défense Yitzhak Rabin : « When no military option exists, there is no choice but to enter negotiations and pay a price ».
Le 1er juillet 1996, Israël a obtenu le retour des corps de Joseph Fink et Rahamim Alsheich, retenus depuis 10 ans par le Hezbollah, en échange des corps de 123 prisonniers. Au cours de cet échange, l'Armée du Liban Sud a également relâché 20 prisonniers Hezbollah de la prison de Khiam et de 25 autres détenus en échange de 19 militaires de l'ALS.
En octobre 2000 dans les fermes de Chebaa, après la capture de 3 soldats qui furent tués (au cours de l'opération ou après) par le Hezbollah, le Hezbollah a réclamé la libération de 14 prisonniers libanais et d'autres prisonniers palestiniens. Un échange a finalement été réalisé le 29 janvier 2004 : 30 prisonniers libanais, les corps de 59 militants libanais, 400 prisonniers palestiniens, des cartes indiquant la localisation de mines israéliennes dans le Liban-Sud contre la libération de l'ancien colonel et homme d'affaires Elchanan Tenenbaum, et les dépouilles des 3 soldats israéliens retenus depuis 2000.

## Conséquences des enlèvements de soldats
À la suite des événements du 12 juillet 2006 ayant entraîné l'enlèvement des soldats Ehud Goldwasser et Eldad Reguev sur la frontière avec le Liban, un rapport d'enquête présenté à l'état-major de Tsahal met en lumière des lacunes à tous les niveaux de la hiérarchie militaire israélienne. Elle remet en cause personnellement le commandant de la division de Galilée et amène la démission du général Gal Hirsch.